# Прогресс (Днепропетровская область)
Прогресс (укр. Прогрес) — посёлок,
Зорянский сельский совет,
Томаковский район,
Днепропетровская область,
Украина.
Код КОАТУУ — 1225482905. Население по переписи 2001 года составляло 24 человека .

## Географическое положение
Посёлок Прогресс находится в 2,5 км от посёлка Заря.
К посёлку примыкает большой карьер.

## Экономика
- Басанский карьер (добыча марганцевой руды открытым способом).